# Голова моржа
Голова моржа (нім. Kopf eines Walrosses) — акварельний малюнок пером німецького художника Альбрехта Дюрера 1521 року. Нині знаходиться в Британському музеї в Лондоні. Європейська популяція моржів того часу переважно зосереджувалася в Скандинавії, тому моржі вважалися екзотикою для більшості мешканців континентальної Європи. Твір вказує на зачарування Дюрера незвичними для свого регіону тваринами (митець також зображав левів та носорогів). Твір створено як частину більшої серії робіт, до якої ввійшло 167 малюнків чотириногих тварин.
Як правило, цей малюнок не вважався вдалим та розглядався як допитлива спроба зображення цієї екзотичної тварини. Малюнок, однак, не викликає ані естетичного задоволення, ані морфологічно точно зображає дійсність. Історики мистецтва припускають, що Дюрер намалював моржа з пам'яті, побачивши мертву тварину під час своєї подорожі до Зеландії, куди він приїхав, щоб побачити викинутого на берег кита, який, однак, розклався ще до його приїзду. Зображену тварину описували такими словами: «кумедно… ця тварина нагадує безволосе цуценя з бивнями. Коли Дюрер малював з життя його точність не викликала сумнівів, але він тільки краєм ока бачив моржа і мав лише побіжну згадку про нього та детальний словесний опис з якого він й відтворив своє зображення».
Малюнок підписано такими словами: «Цю зображену тварину, голову якої я намалював, впіймали у Нідерландському морі; тварина сягала 8,5 метра та мала чотири ноги». Підпис «AD» додано пізніше іншим художником.